# Пестицид
Пестициди су производи хемијског или биолошког порекла који су намењени заштити економски значајних биљака и животиња од корова, болести, штетних инсеката, гриња и других штетних организама. Под штетношћу се подразумева економска штета људској пољопривреди и индустрији - смањење приноса или количине/квалитета добијене хране. Штетност није биолошка, нити еколошка особина организама. Свако коришћење пестицида са собом носи негативне последице на екосистем у коме се примењује и околне екосистеме. Смањење употребе пестицида је један од темеља одрживе пољопривреде и идеја одрживог развоја.
Пестициди обухватају хербицид, инсектицид, нематицид, молускицид, пискицид, авицид, родентицид, бактерицид, репелент инсеката, репелент животиња, микробицид, фунгицид и ламприцид. Најчешћи од њих су хербициди који чине око 80% свих употреба пестицида. Већина пестицида је намењена да служе као производи за заштиту биља (такође познати као производи за заштиту биља), који генерално штите биљке од корова, гљивица или инсеката. На пример, гљива Alternaria solani се користи за сузбијање воденог корова Salvinia.

## Подела према намени
1. Акарициди – средства за сузбијање штетних гриња
2. Фунгициди – средства за сузбијање гљива[6][7]
3. Хербициди – средства за сузбијање корова
4. Инсектициди – средства за сузбијање штетних инсеката
5. Лимациди – средства за сузбијање пужева
6. Нематоциди – средства за сузбијање штетних нематода[8][9][10][11]
7. Родентициди – средства за сузбијање штетних глодара[12][13][14][15]
8. Репеленти – средстава за одбијање штеточина
9. Регулатори раста – средства за регулацију раста биљака
10. Оквашивачи – средства за побољшање квашљивости и лепљивости

## Дефиниција
Организација за храну и пољопривреду (FAO) је дефинисала пестициде као:
свака супстанца или мешавина супстанци намењена за спречавање, уништавање или контролу било које штеточине, укључујући векторе болести људи или животиња, нежељене врсте биљака или животиња, које изазивају штету током или на други начин ометају производњу, прераду, складиштење, транспорт или маркетинг хране, пољопривредних производа, дрвета и производа од дрвета или сточне хране, или супстанци које се могу давати животињама за контролу инсеката, паукова или других штеточина у или на њиховим телима. Израз укључује супстанце намењене за употребу као регулатор раста биљака, дефолијанс, средство за сушење или средство за проређивање плодова или спречавање превременог опадања плодова. Такође се користе као супстанце које се примењују на усеве пре или после жетве да би се роба заштитила од пропадања током складиштења и транспорта.
Пестициди се могу класификовати према циљном организму (нпр. хербициди, инсектициди, фунгициди, родентициди и педикулициди), хемијској структури (нпр. органски, неоргански, синтетички или биолошки (биопестицид), иако разлика понекад може бити замагљена), и физичком стању (нпр. гасовито (фумигант)). Биопестициди укључују микробне пестициде и биохемијске пестициде. Пестициди биљног порекла, или „ботанички производи”, брзо су се развијали. Ово укључује пиретроиде, ротеноиде, никотиноиде и четврту групу која укључује стрихнин и сцилирозид.‍:15

## Руковање средствима за заштиту биља
Имајући у виду да су пестициди средства чијом неправилном применом лако долази до штетних последица по човека и по његову околину потребно је знати како се њима правилно рукује. 
Пре сваке употребе потребно је је бити правилно заштићен, односно носити заштитно одело, заштитне рукавице и заштитне наочаре. Средства припремати у за то посебно намењеној просторији, заштићеној од ветра нарочито када су у питању прашкасти препарати. Уколико је потребно мешати средство употребљавамо посуде које се користе само за пестициде. Исто се односи и на мензуре или друге мерне посуде. Након употребе сву апаратуру / прскалице и посуде / треба добро опрати.

## Мере опреза
Током третирања не сме се јести, пити и пушити. Не вршити третирање по изузетно топлом и ветровитом времену, пазити на заношење на суседне културе, вртове и паркове (у урбаним срединама), итд. По завршеном третирању прскалицу опрати млаком водом, скинути заштитно одело и осталу заштитну опрему те се умити млаком водом.

## Складиштење средстава
Средства се чувају у оригиналној и добро затвореној амбалажи, у добро закључаној, сувој и проветреној просторији, удаљено од извора ватре, изван дохвата деце и неупућених особа, одвојено од хране, пића и сточне хране.
Празну амбалажу уништити на начин прописан „Правилником о врстама амбалаже за пестициде и ђубрива и о уништавању пестицида и ђубрива“ објављеном у Службеном гласнику СРЈ бр. 35/99. Празна амбалажа се испере најмање три пута и та течност се дода течности за прскање, а затим се избуши како би се учинила неупотребљивом. Таква амбалажа се скупља на одређено и осигурано место у посебне контејнере.